# Филхармонија Европа
Филхармонија Европа је европски симфонијски оркестар сачињен од музичара из Европске уније као и музичара који су нашли свој дом у Европи. Од 2009. године седиште оркестра се налази у немачкој савезној држави Баден-Виртемберг, Немачка. Подржан је од стране фондације Пријатељи Филхармоније Европа. Оснивач и шеф диригент је Рајнхард Зехафер. Саветодавну улогу у оркестру има Уметнички савет који сачињавају чланови Филхармоније Европа чиме представљају земље из којих долазе и имају улогу амбасадора националних наслеђа својих земаља.

## Историјат
Идеја о једном европском оркестру настала је након нестанка граница у Европској унији 1996. године, од стране интенданта проф. Волф-Дитер Лудвига и шефа диригента Рајнхарда Зехафера у Герлицу и спроведена у дело у виду Филхармоније младих Европе. Као Филхармонија Европа постоји од 1998. године, након почетка сарадње са интендантом Фери Томажиком (Ferry Tomaszyk) и бројним гостовањима по свету у улози амбасадора Савезне Републике Немачке. Први наступ оркестра 1996. године под диригентском палицом шефа диригента Рајнхарда Зехафера и у сарадњи са фондацијом Крајсау (Kreisau/Krzyzowa) на коме је изведена Симфонија Васкрснућа Густава Малера, сателитски је преношен из цркве Св. Петра у Герлицу на нивоу Европске уније посредством телевизије 3sat.
У периоду 1998. до 2007. године седиште оркестра је био замак Хундисбург у немачкој савезној држави Саксонија-Анхалт, а од 2008. године оркестар се налази у Баден-Виртембергу.
Значај Филхармоније Европа за толерантну и јединствену Европу огледа се у покровитељству од стране председника Немачке и Пољске, председника немачког парламента, као и деловањем групе Недељива Европа (Unteilbares Europa) коју чине личности као што је проф. Курт Масур, преминула Леа Рабин, бивши министар иностраних послова Ханс-Дитрих Геншер и проф. др Дитер Штолте.

## Концертне активности широм света
- У част јубилеја 30. година успостављања дипломатских односа између Савезне Републике Немачке и Народне Републике Кине, Филхармонија Европа гостовала је 2002. године у Шангају, Пекингу и у још пет кинеских метропола.
- Филхармонија Европа је 2004. године наступила на отварању манифестације Сана — културна престоница арапског света као први светски класични симфонијски оркестар у главном граду Јемена, Сани, под покровитељством председника парламента Немачке Волфганга Тиерса као и јеменског министра за културу и туризам, Халида ел Ревајсхана. Поред званица, овом спектакуларном концерту испред кулиса старог дела града Сане присуствовало је и 5.000 слушалаца. Концерт је телевизијски директно преношен широм арапског света. Наредне станице турнеје били су Абу Даби, Аџман, као и султанат Оман, где је оркестар извео традиционални новогодишњи концерт.
- Гала концерт Добродошли у Европу 2004. године у главном граду Кипра, Никозији, поводом предстојећег уласка Кипра у Европску унију, директно је телевизијски преношен.
- Као амбасадор Савезне Републике Немачке оркестар је 2005. године реализовао концертну турнеју од Кефалоније преко Атине до Крита, поводом прославе 60 година од окончања Другог светског рата. То су места на којима су у Другом светском рату извршени масакри и која истовремено представљају и друга стратишта у Грчкој.
- Божићни гала концерт 2005. године у Анталији, Турска, где је оркестар добио награду за зближавање два народа у области културе.

## Актуелне иницијативе
- Доживљај образовање и музика намењен ученицима и приправницима, под покровитељством проф. др Клауса Хипа.
- Европи требају млади намењен ученицима у Немачкој, Швајцарској и Француској
- Одрживост у култури за наредне генерације који укључује пројекте везане за заштиту човекове средине и климе.

## Интернет адресе
- Званична презентација Филхармоније Европа(језик: немачки)(језик: енглески)(језик: француски)